# USS Cole (DD-155)
USS Cole (DD-155) là một tàu khu trục thuộc lớp Wickes của Hải quân Hoa Kỳ trong giai đoạn Chiến tranh Thế giới thứ nhất, sau được cải biến thành tàu phụ trợ AG-116 vào giai đoạn cuối Chiến tranh Thế giới thứ hai. Nó là chiếc tàu chiến duy nhất của Hải quân Hoa Kỳ được đặt tên theo Edward B. Cole, một sĩ quan Thủy quân Lục chiến tử thương trong Trận Belleau Wood.

## Thiết kế và chế tạo
Cole được đặt lườn vào ngày 25 tháng 6 năm 1918 tại xưởng tàu của hãng William Cramp & Sons ở Philadelphia, Pennsylvania. Nó được hạ thủy vào ngày 11 tháng 1 năm 1919, được đỡ đầu bởi bà E. B. Cole, và được đưa ra hoạt động vào ngày 19 tháng 6 năm 1919 dưới quyền chỉ huy của Hạm trưởng, Trung tá Hải quân I. F. Dortch.

## Lịch sử hoạt động
Cole khởi hành từ New York vào ngày 30 tháng 6 năm 1919 để gia nhập lực lượng Hải quân Hoa Kỳ tại vùng biển Thổ Nhĩ Kỳ. Trong một năm tiếp theo, nó trợ giúp vào việc triệt thoái người tị nạn đang chạy trốn chiến tranh và đói khổ tại Trung Đông đồng thời biểu dương lực lượng tại khu vực Đông Địa Trung Hải và Hắc Hải trước khi quay về New York vào ngày 4 tháng 6 năm 1920. Nó hoạt động tuần tra tại vùng bờ Đông Hoa Kỳ và vùng biển Caribe, cho đến khi được cho xuất biên chế tại Xưởng hải quân Philadelphia vào ngày 10 tháng 7 năm 1922.
Được cho nhập biên chế trở lại vào ngày 1 tháng 5 năm 1930, Cole gia nhập Hạm đội Tuần tiễu tại Đại Tây Dương. Một lần nữa, nó làm nhiệm vụ tuần tra tại vùng bờ Đông Hoa Kỳ và vùng biển Caribe, và tham gia các cuộc thực tập huấn luyện. Từ ngày 22 tháng 10 năm 1932 đến ngày 24 tháng 3 năm 1933, Cole hoạt động với biên chế nhân sự giảm thiểu tại Xưởng hải quân Norfolk trong thành phần hải đội dự bị luân phiên. Vào ngày 4 tháng 4 năm 1933, nó tham gia cuộc tìm kiếm vô vọng những người sống sót của chiếc khí cầu Akron. Từ ngày 3 tháng 2 đến ngày 14 tháng 8 năm 1934, một lần nữa nó được đặt trong tình trạng biên chế nhân sự giảm thiểu trong thành phần hải đội dự bị luân phiên.
Vào ngày 15 tháng 8 năm 1934, Cole được điều động về Lực lượng Tuần tiễu tại Thái Bình Dương, và sau các cuộc cơ động tại vùng biển Caribe đã đi đến căn cứ mới của nó là San Diego, California vào ngày 9 tháng 11. Nó tiếp tục ở lại khu vực Thái Bình Dương cho đến ngày 24 tháng 5 năm 1936, khi được chuyển sang New York như một tàu huấn luyện Hải quân Dự bị. Nó đi đến Xưởng hải quân Philadelphia vào ngày 25 tháng 9, và lại được cho xuất biên chế tại đây vào ngày 7 tháng 1 năm 1937.
Được cho nhập biên chế trở lại vào ngày 16 tháng 10 năm 1939, Cole tham gia hoạt động Tuần tra Trung lập tại Đại Tây Dương. Từ ngày 10 tháng 6 năm 1941, nó hộ tống các đoàn tàu vận tải đi Newfoundland và Iceland, thực hiện năm chuyến đi như vậy cho đến ngày 28 tháng 1 năm 1942. Từ ngày 14 tháng 3 đến ngày 28 tháng 9, chiếc tàu khu trục hộ tống các đoàn tàu vận tải ven biển dọc theo bờ Đông, và thực hiện một chuyến đi đến quần đảo Virgin. Nó khởi hành từ Norfork vào ngày 24 tháng 10 cho cuộc đổ bộ chiếm đóng Bắc Phi vào ngày 8 tháng 11, khi nó cho đổ bộ 175 người thuộc Sư đoàn bộ binh 47 dưới hỏa lực đối phương tại bến tàu Safi, Morocco. Cole được tặng thưởng danh hiệu Đơn vị Tuyên dương Tổng thống do hoạt động dũng cảm trong nhiệm vụ nguy hiểm này. Quay trở về Boston vào ngày 1 tháng 12, nó tiếp nối nhiệm vụ hộ tống vận tải ven biển, rồi từ ngày 18 tháng 12 năm 1942 đến ngày 16 tháng 2 năm 1943 đã hoạt động giữa vùng bờ Đông, Newfoundland và Nova Scotia, thực hiện một chuyến đi đến Gibraltar trong tháng 3. Chiếc tàu khu trục quay lại vùng biển Địa Trung Hải, đi đến Mers El Kébir, Algérie vào ngày 23 tháng 5.
Cùng với nhiệm vụ tuần tra và hộ tống tại khu vực Tây Địa Trung Hải, Cole còn tham gia cuộc đổ bộ chiếm đóng Sicily vào ngày 10 tháng 7 năm 1943, hoạt động cùng một tàu ngầm Anh như một đội nhận diện bãi đổ bộ, và sau đó bảo vệ cho các tàu vận tải trong cuộc tấn công chiếm đóng Salerno ngày 9 tháng 9. Nó quay trở về Charleston, South Carolina để đại tu vào ngày 24 tháng 12, và sau đó tiếp nối nhiệm vụ hộ tống vận tải dọc theo bờ Đông và vùng biển Caribe, từng thực hiện một chuyến đi đến Casablanca vào tháng 3 năm 1944. Đến ngày 3 tháng 12 năm 1944, nó bắt đầu làm nhiệm vụ tàu canh phòng máy bay khi các tàu sân bay tiến hành các hoạt động huấn luyện không lực ngoài khơi Quonset Point, Rhode Island, vốn kéo dài cho đến ngày 31 tháng 8 năm 1945. Cole được xếp lại lớp như một tàu phụ trợ với ký hiệu lườn AG-116 vào ngày 30 tháng 6 năm 1945. Nó được cho ngừng hoạt động vào ngày 1 tháng 11 năm 1945, và bị bán để tháo dỡ vào ngày 6 tháng 10 năm 1947.

## Phần thưởng
Ngoài danh hiệu Đơn vị Tuyên dương Tổng thống, Cole còn được tặng thưởng ba Ngôi sao Chiến trận do thành tích phục vụ trong Thế Chiến II.